# Онишкевич Гнат Денисович
Онишкевич Гнат Денисович (1847, Угнів, тепер Сокальського району Львівської області — 26 березня 1883, Відень) — український мовознавець, педагог, греко-католицький священник. Псевдоніми — Д. Галичанин, І. Онишкевич, Ігнатій Онишкевич тощо.

## Життєпис
Народився у 1847 році у місті Угнів, тепер Сокальського району Львівської області. Закінчив Віденський університет 1870 року. Висвячений на священника в 1871 році. Після висвячення був сотрудником на парафії у Великих Мостах (1871–1873). З 1873 — учитель гімназій у Львові, з 1876 — професор, а з 1877 — керівник кафедри української мови і літератури Чернівецького університету.
Помер 26 березня 1883 у Відні.

## Творчий спадок
Основна власна праця: «Додаток до вчення про малоруський наголос» (1877). Крім цього разом з Онуфрієм Лепким підготував до друку 3-є вид. «Граматики руського языка» Михаїла Осадци (1876).
За ініціативою Степана Смаль-Стоцького вийшло у світ серія видань «І. Онишкевича Руська Бібліотека» (3 томи, 1877 — 78):
- Руска библіотека И. Онишкевича. Т. 1. Писаня И. П. Котляревского; В. А. Гоголя; П. П. Артемовского Гулака. У Львовѣ: Печ. Института Ставропигійского, 1877 178 стор. (HathiTrust pdf [Архівовано 29 червня 2020 у Wayback Machine.])
- Руска библіотека И. Онишкевича. Т. 2. Писаня Г. Ф. Квітки (Основяненка). У Львовѣ: Печ. Института Ставропигійского, 1878 613 стор.
- Руска библіотека И. Онишкевича. Т. 3. Писання Маркіяна Шашкевича, Івана Вагилевича і Якова Головацького. У Львовѣ: Зъ печатнѣ Товариства имени Шевченка, пôдъ зарядомъ К. Беднарского, 1884. 382 стор.
- Повісти Марка Вовчка у 3 ч.[4] Львів: Коштом Онишкевича. 1878. ? стор. (ч. I), ? стор. (ч. II), ? стор. (ч. III)[5]